# Гецадзе, Гия
Гия Гецадзе (груз. გია გეწაძე; род. 21 декабря 1968, Самтредиа, Грузия) — заместитель Министра юстиции Украины. Один из основателей Ассоциации молодых юристов Грузии.

## Биография
В 1995 году окончил факультет международного права и международных отношений Тбилисского государственного университета, специальность — международное право.
В 1995 году окончил факультет гуманитарных исследований Тбилисского государственного университета, специальность — журналистика.
В 1999 году окончил аспирантуру Тбилисского государственного университета.
С 1995 по 2000 год работал в различных государственных учреждениях. В 2001—2003 г.г. — Старший юрисконсульт, директор IRIS Грузия; проекта Верховенство права USAID. Участвовал в разработке закона о Конституционном суде Грузии
В 1994—1995 г.г. — Стажер юридического департамента Министерства иностранных дел Грузии. В 1995—1996 г.г. — Помощник профессора Грайфсвальдского университета (Германия). В 1996—1997 г.г. — Старший помощник председателя Конституционного суда Грузии. В 1997—1999 г.г. — Советник по юридическим вопросам Совета национальной безопасности Грузии. В 2000—2001 г.г. — Старший юрисконсульт, AMEX International Co; проекта Верховенство права USAID.
После революции роз 2003 года был назначен первым заместителем министра юстиции Грузии. В 2003—2005 гг. занимал различные политические должности в государственных органах. В 2004 гг. — Секретарь Высшего совета юстиции Грузии. В 2004—2005 гг. — Заместитель Министра внутренних дел Грузии. В 2004—2005 гг. — Губернатор региона Имеретия.
В 2005 году оставил государственную службу и создал юридическое бюро ООО «Гецадзе и Патеишвили» (2006—2015). В июле 2014 был избран деканом юридического факультета в Государственный университете Илии. В 2013—2015 гг. — Член Государственной конституционной комиссии Грузии.. В 2014—2015 гг. — Декан юридического факультета, профессор Государственного университета Илии (Грузия).
С февраля 2015 назначен заместителем Министра юстиции Украины по вопросам борьбы с коррупцией; координирует и контролирует деятельность отдела взаимодействия с международными и общественными организациями, кадровой комиссии Министерства юстиции Украины, комитета реформ.
В феврале 2018 года Гия Гецадзе ушел с должности заместителя Министра юстиции Украины и инициировал кампанию с целью практической реализации новейших технологий в повседневной жизни. Его первая инициатива заключалась в создании механизмов правовой поддержки технологии Blockchain. Он предложил разработать «Конституцию Блокчейна» в поддержку создания глобальной правовой инфраструктуры для цифрового мира в будущем .